# Anundshög

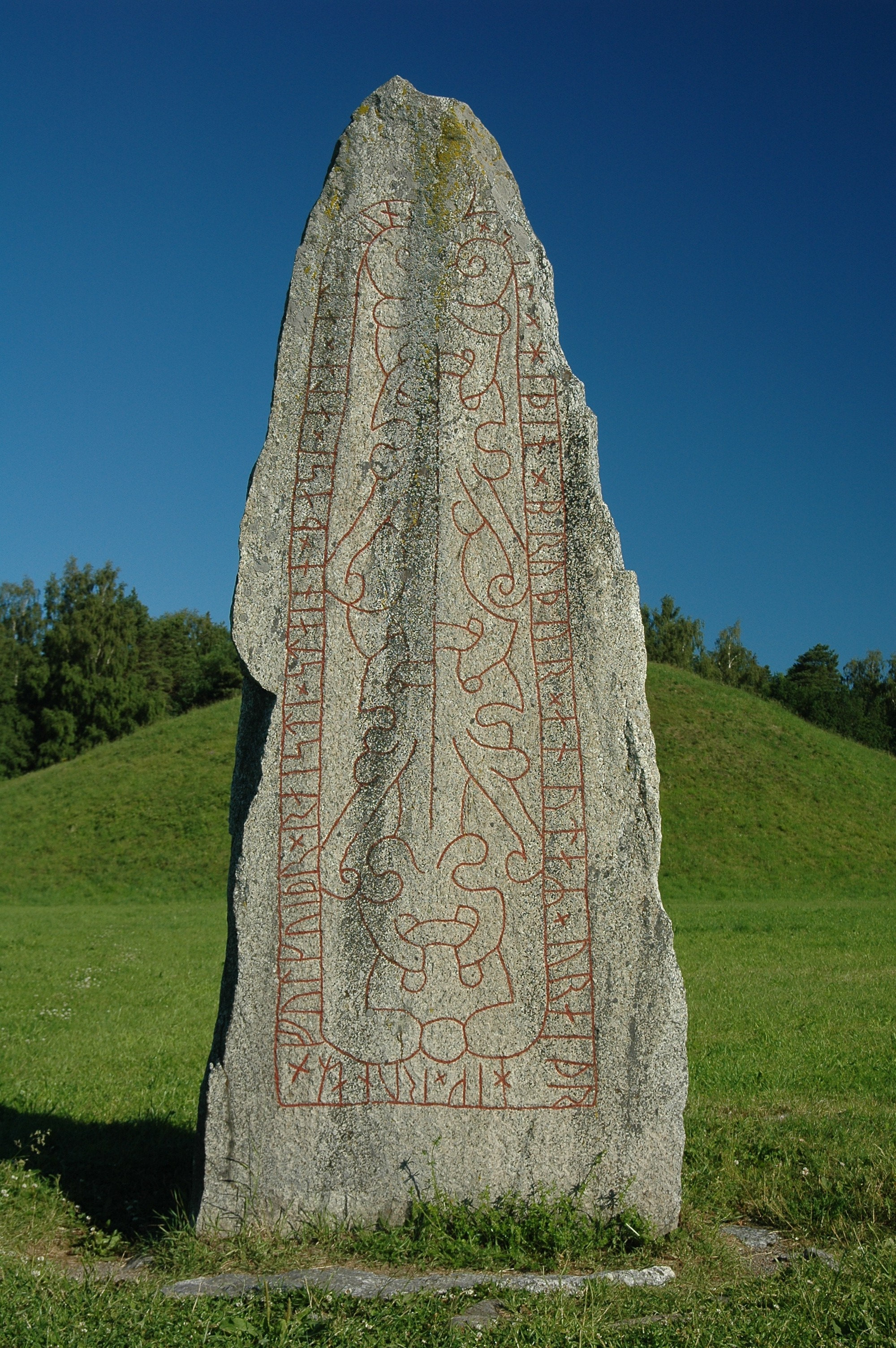
Runstenen Vs 13 vid Anundshög.

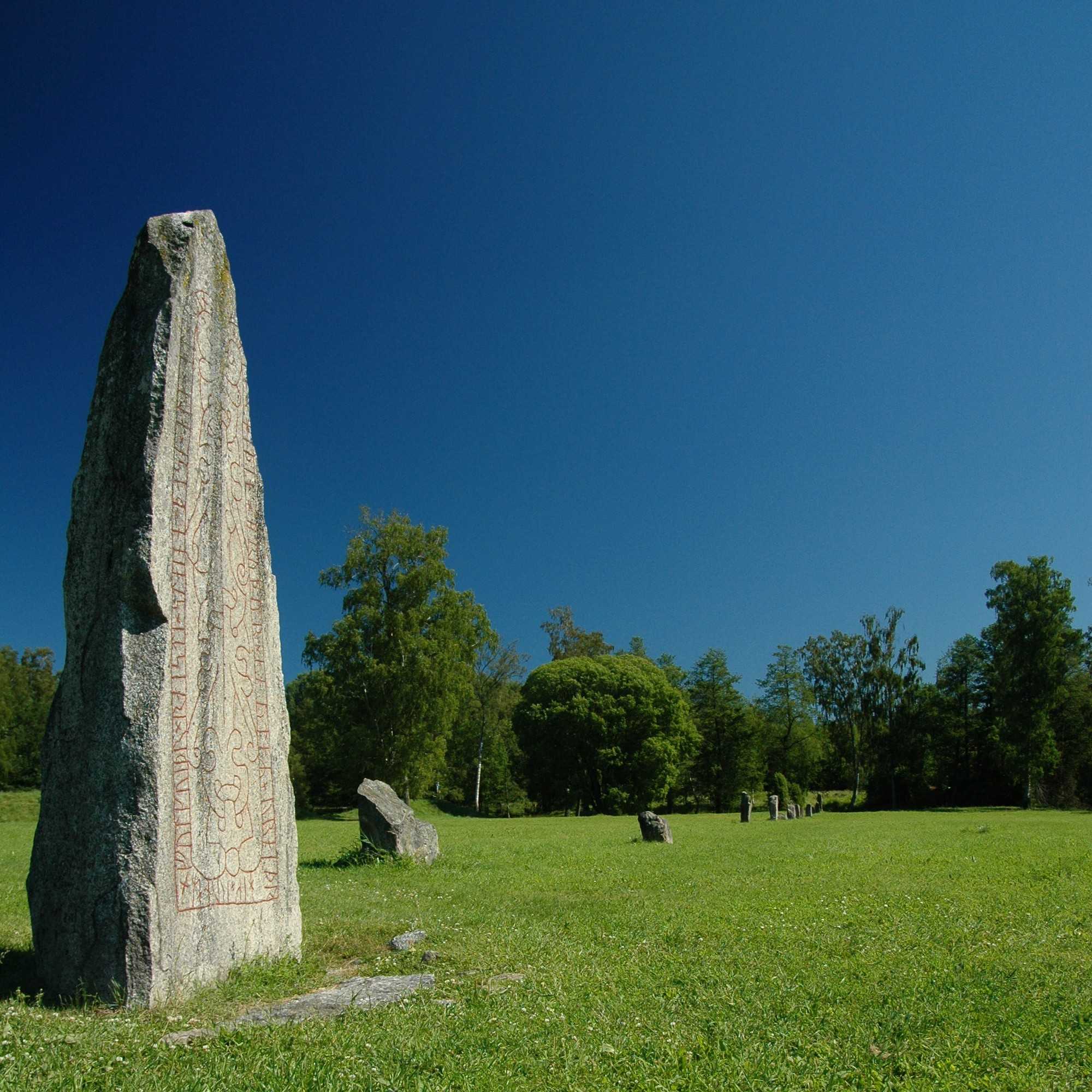
Stenarna som märker ut Eriksgatan mot vadstället i öster.

Anundshög (eller Anunds hög) är dels namnet på en storhög (gravhög) i utkanten av Västerås, Badelunda socken, Västmanland, dels namnet på fornminnesområdet högen ligger i. En vandringsled går genom området.

## Högen
Högen anses vara Sveriges största gravhög; den näst största högen ligger i Skalunda i Västergötland. Anundshög är 8 meter hög och 60 meter i diameter. Enligt fastighetsverket 9 meter hög och 64 meter i diameter. En härd under högen har med C14-metoden daterats till 210-540 e.Kr vilket enligt Riksantikvarieämbetet innebär att högen troligen kan dateras till folkvandringstid-vikingatid  Högen har ett avplanat krön som skadats av rovgrävning år 1788. En trätrappa leder upp till toppen.

## Namnet
Namnet är belagt från medeltiden då högen användes som tingsplats ("Anunda Högh"). Pastor Jonas Holstenius omtalar på 1600-talet att "Wid thenna högh hafwer fordom tidh warit Tingsplats" vilket framgick av sex bevarade brev hos Bengt Person i Tible från 1355, 1355, 1358, 1391, 1393 och 1437. Vid samma tid berättar pastor Hans Spaak i sin antikvariska inventering att enligt allmogens uppfattning en konung eller en jätte skulle ligga begraven i högen. Johan Peringskiöld utpekade högen som sagokungen Bröt-Anunds grav, men det är inte mer än en gissning. Eftersom namnet även förekommer på en runsten på platsen (se nedan) håller andra det för mer sannolikt att det är därifrån namnet kommer.

## Området
Det fornminnesområde (Västerås 431:1) där Anundshög ingår i består av tolv gravhögar, tio runda stensättningar, fem skeppssättningar, 14 resta stenar och en runsten. Den, näst Anundshög, största högen är fyra meter hög och 30 meter diameter. Den största skeppssättningen är 53 meter lång och 16 meter bred. Alldeles framför högen finns ett anmärkningsvärt stenmonument. Här har en pampig runsten, Västmanlands runinskrifter 13, rests till minne av "Heden, Anunds broder", och det omnämns också att den som gjorde detta också har rest alla andra stenar på platsen. En lång rad stenar resta längs med vägen torde ha utgjort en mycket storslagen anblick för förbipasserande.
Runstenens inskription lyder i sin helhet, "Folkvid reste alla dessa stenar efter sin son Heden, Anunds broder. Vred högg runorna." 
Området sträcker sig längs med en åsrygg som varit genomfartsled mot öster och kan sammanfalla med Eriksgatans sträckning. Kring gravfältet finns en stor och väl bevarad labyrint, fem skeppssättningar, samt ett gravfält använt under 700 år med bland annat båtgravar (refereras normalt till Tuna gravfält, Badelunda socken, inte Anundshög trots att det ligger i anslutning och är samtida) samt ett antal andra stensättningar och över 200 gravar på Badelundaåsen. Det södra gravfältet (Västerås 432) på Badelundaåsen har ursprungen varit cirka 15-20 fornlämningar innan grustaget uppstod och idag finns det tre högar och 7 runda stensättningar kvar. På gravfältet låg "Gullhögen". Väster om Anundshög, inne i skogen, finns cirka 50 runda stensättningar.

## Hypoteser kring lämningarna
Vissa teorier gör gällande att vid Badelunda funnits ett sekundärt maktcentrum som stått i konflikt med – och slutligen, runt tidpunkten för regionens kristnande, besegrats av – någon starkare maktpol. Kanske kan den maktpolen ha varit Uppsala. Det finns i alla fall tecken som tyder på att en mycket välmående storgård på platsen plötsligt upphört. Nyare bebyggelse följer inte de gamla ägogränserna.
Anundshög ligger i ett fornminneskomplex som hör till landets största och bäst bevarade. Inom området finns gravar från tiden mellan äldre bronsålder och vikingatid. Det är sannolikt att högen i Badelunda fått sitt folkliga namn efter runstenen Västmanlands runinskrifter 13:s text. Vem som faktiskt blivit begravd i Anundshögen eller någon av de andra större högarna på området vet vi inte.

## Plundringsförsök
År 1788 försökte några bränneridrängar från Västerås plundra gravhögen. Dessa arbetade troligtvis nattetid, grävde i toppen av högen och dolde schaktmassorna genom att dumpa dem bland träden som täckte delar av högen. Skadorna återställdes vid restaureringen 1970.
År 2025 utsattes området för plundring med metallsökare i markytan.

## Nya fynd
Arkeologerna Alexandra Sanmark och Sarah Semple undersökte 2008 området kring högen med georadar. Undersökningen var inriktad på områdets status som tingsplats. Man fann en 200 m lång rad med igenfyllda hål, två meter djupa och två meter breda. Forskarna tror att det i hålen stått ett 30-tal stora stenar eller stolpar. Raden löper från ett gammalt vadställe snett in mot högen.

## Bildgalleri

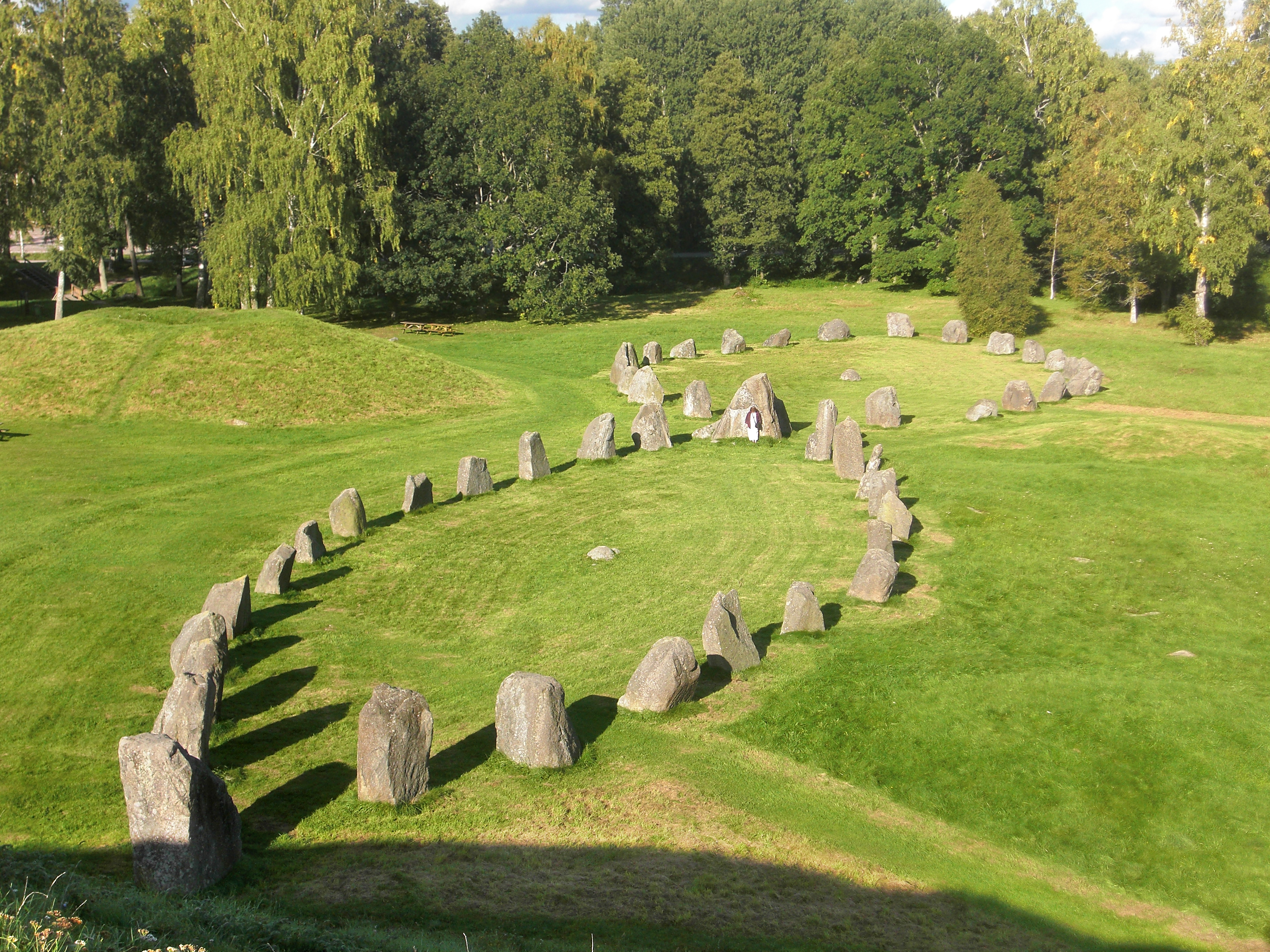
Två av skeppssättningarna vid Anundshög
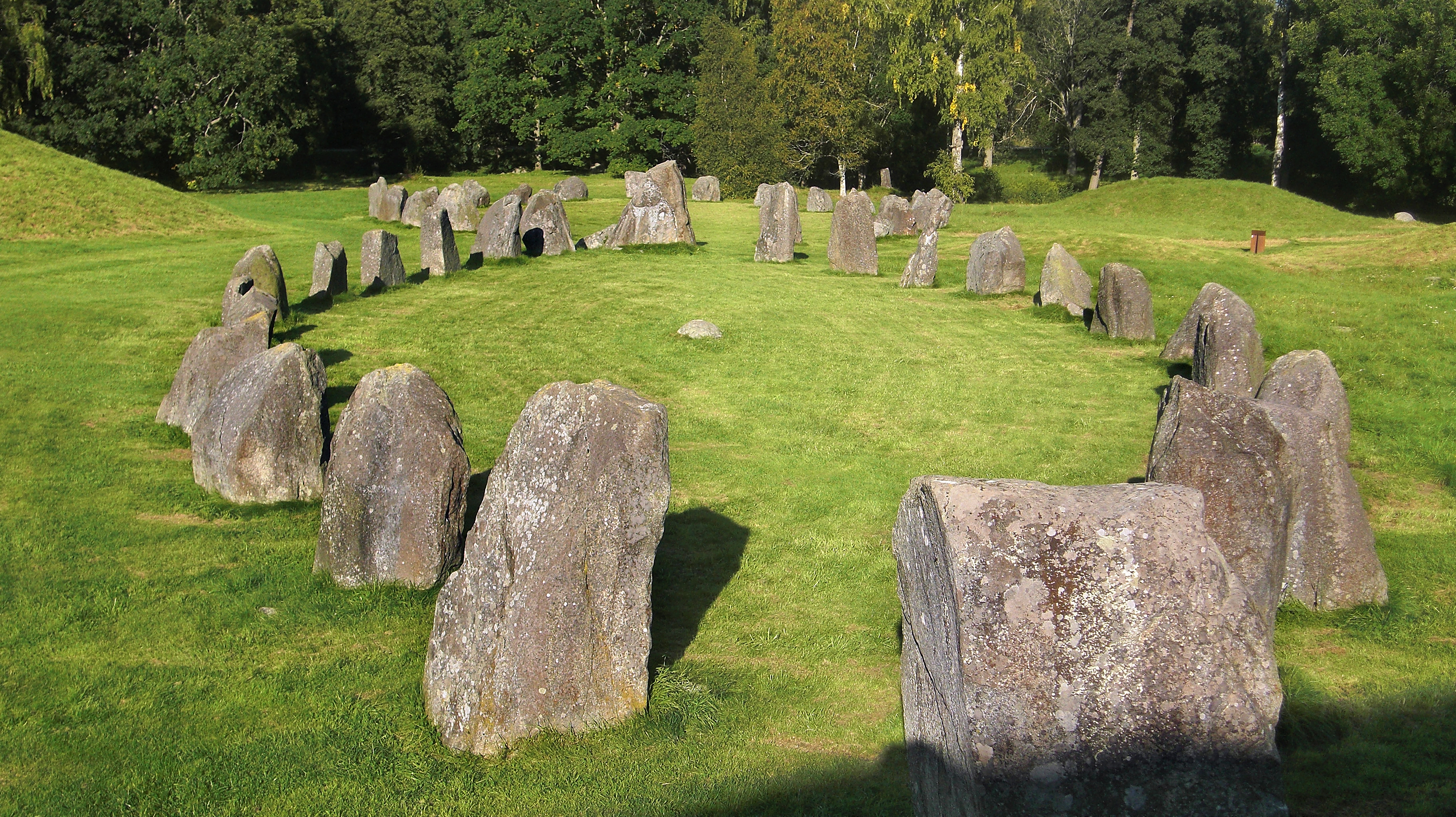
Skeppssättningen i annan vinkel
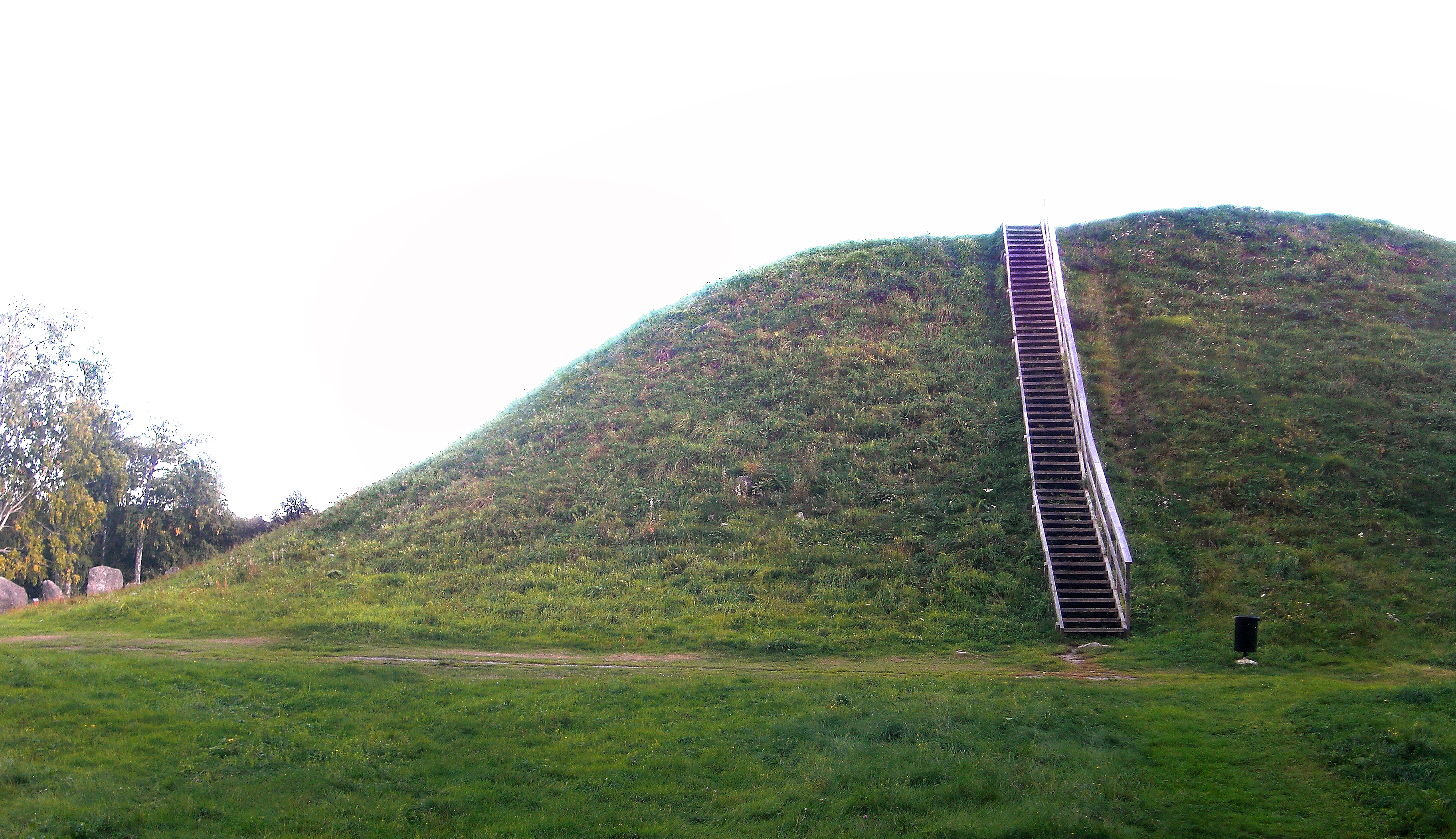
Storhögen Anundshög
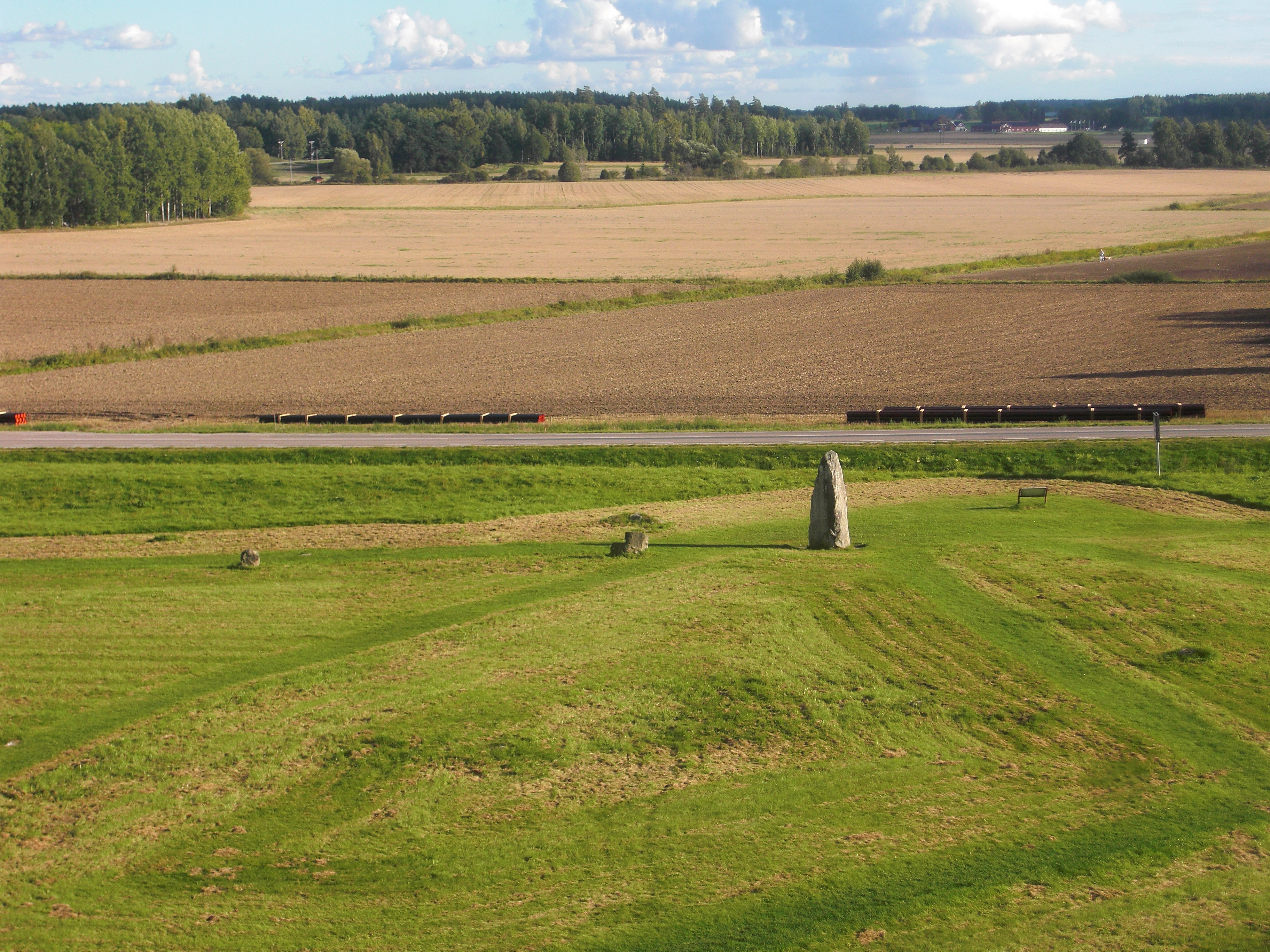
Utsikt vid Anundshög